# 松永渚
松永 渚（まつなが なぎさ、1991年5月27日 - ）は、日本の女優。三重県四日市市出身。三重県立四日市農芸高等学校卒業。リコモーション所属。
身長156cm。血液型O型。

## 来歴・人物
- 趣味：邦画鑑賞、ウォーキング、レザークラフト
- 特技：バレーボール、書道
- 2014年11月26日演劇ユニット「futurismo（フィチュリスモ）」立ち上げを発表

## 出演

### テレビドラマ
- タクシードライバー祇園太郎 シーズン2 第6 - 7話（NHKワンセグ2）
- 純と愛 第76話（2012年12月27日、NHK）
- みんな!エスパーだよ! 第10話（2013年6月21日、テレビ東京）
- 刑事のまなざし 第6話（2013年11月11日、TBS） - 川田理恵 役
- おやじの背中 第9話（2014年9月7日、TBS）
- 京都人の密かな愉しみ（2015年1月3日、NHK BSプレミアム） - 立花里佳 役
- 保育探偵25時〜花咲慎一郎は眠れない!!〜（2015年1月16日〜、テレビ東京） - 別府泉 役
- 神戸在住（2015年1月17日、サンテレビ） - 鈴木タカ美 役[3][4]
- 妻と飛んだ特攻兵（2015年8月16日、テレビ朝日）
- 臨床犯罪学者 火村英生の推理（2016年1月 - 3月、日本テレビ） - 渋谷千尋 役
- ドクター調査班〜医療事故の闇を暴け〜 第4話（2016年5月13日、テレビ東京） - 橋本知里 役
- 釣りバカ日誌 Season2 〜新米社員 浜崎伝助〜 第2話（2017年4月28日、テレビ東京）
- 崖っぷちホテル! 第4話（2018年5月6日、日本テレビ）
- 僕の初恋をキミに捧ぐ 第7話（2019年3月2日、テレビ朝日）
- 家売る女の逆襲 第9話（2019年3月6日、日本テレビ）
- 刑事7人 第5シリーズ 第5話（2019年8月9日、テレビ朝日）
- 警視庁ゼロ係〜生活安全課なんでも相談室〜 SEASON4 第4話（2019年8月14日、テレビ東京） - 高井美帆 役
- いだてん〜東京オリムピック噺〜（2019年、NHK） - 半田百合子 役
- 遺留捜査スペシャル10（2020年8月9日、テレビ朝日） - 今平志摩子 役
- 真犯人フラグ 第11話（2022年1月9日、日本テレビ） - 自殺志願者 役

### 映画
- 阪急電車 片道15分の奇跡（2011年4月29日、東宝）（三宅喜重監督）
- シャニダールの花（2013年7月20日、ファントム・フィルム）（石井岳龍監督）
- ウチのはらのうち - 主演（2013年8月31日、トリウッドスタジオプロジェクト）（岩下智香子監督） - ちひろ 役
- カオリと機械油 - 主演（2014年3月8日、若手映画作家育成プロジェクト）（北川帯寛監督） - カオリ 役
- 劇場版 神戸在住（2015年1月17日、アイエス・フィールド）（白羽弥仁監督） - 鈴木タカ美 役
- ラブ＆ピース（2015年6月27日、アスミック・エース）（園子温監督）
- 日本のいちばん長い日（2015年8月8日、アスミック・エース、松竹）（原田眞人監督）
- みとりし(2019/白羽弥仁監督/アイエス・フィールド) - 平野朱美 役

### 舞台
2011年
- MONO特別企画「空とわたしのあいだ」（土田英生演出）

2012年
- ピースピット「TRINITY THE TRUMP」（末満健一演出）
- メイシアター×sunday「牡丹灯籠」（ウォーリー木下演出）
- ABCホールプロデュース「目頭を押さえた」（上田一軒演出）
- 宮沢章夫×遊園地再生事業団ラボワークショップ「『夏型』成果発表会〜おじいさんが歩いています〜」（宮沢章夫＋『夏型』参加者演出）
- 冨士山アネット「Research for Siauliai」（長谷川寧演出）

2013年
- TOKYO PLAYERS COLLECTION「IN HER TWENTIES 2013」（上野友之演出）
- 突劇金魚「富豪タイフーン」（サリngROCK演出）
- キリンバズウカ「マチワビ」（登米裕一演出）
- iaku「目頭を押さえた」[1]（上田一軒演出）

2014年
- MONO「のぞき穴、哀愁」（土田英生演出）

2015年
- futurismo「珈琲が冷めるまでの戦争」（福谷圭祐演出）

2016年
- 柿喰う客フェスティバル 2016「露出狂」（中屋敷法仁演出）
- 「Honganji～リターンズ～」（ウォーリー木下演出）

2017年
- MONO「ハテノウタ」（土田英生演出）

2018年
- 劇団5454「ト音」（春陽漁介演出）

2023年
- 三浜文化会館演劇制作事業「でたらめな神話」（土田英生演出）

### CM
2011年
- iRobot「ルンバ『みんな任せろ！編』」

2012年
- 京都精華大学「ポピュラーカルチャー学部『ラジオドラマ　喧嘩篇』」

2014年
- びっくりドンキー「メリー・メリーゴーランド『説明篇』」

### その他
- 宮沢章夫＋ルアプルプロデュース「セクシー・トーキョー　劇場のあった土地の記憶─『盛り場』の意味するもの」
- キリンバズウカ「真夜中のヒッチハイカー」